# Krajné
Krajné je naseljeno mjesto u okrugu Myjava u  Trenčínskom kraju u Slovačkoj.

## Stanovništvo
| Godina:     | 1993. | 2003.   | 2013.   | 2023.   |
| ----------- | ----- | ------- | ------- | ------- |
| Broj ljudi: | 1806  | 1676    | 1579    | 1422    |
| Razlika:    |       | -7,19 % | -5,78 % | -9,94 % |

| Godina:     | 2022. | 2023.   |
| ----------- | ----- | ------- |
| Broj ljudi: | 1401  | 1422    |
| Razlika:    |       | +1,49 % |

Prema podacima o broju stanovnika iz 2023. godine naselje je imalo 1422 stanovnika.

## Vanjske poveznice
|  | Zajednički poslužitelj ima još gradiva o temi Krajné |

- Službena stranica naselja (sl.)